# Marie-Jacqueline Boormans
Marie-Jacqueline Boormans (Heerlen, 16 november 1938) is een Nederlandse beeldhouwer.
Na het Ursula Lyceum te Roermond behaalde ze haar volledige onderwijsbevoegdheid te Alkmaar. Vanaf 1973 studeerde ze monumentale vormgeving aan verschillende academies. Tot haar leermeesters behoorden onder anderen Wessel Couzijn, Rijksacademie en Luc van Driessche, Wackers Academie te Amsterdam. Aan de Hogere school voor de Kunsten Utrecht (HKU) verrichtte ze onderzoek naar de toepasbaarheid van bestaande en nieuwe materialen.
Na haar figuratieve werk uit de begintijd werden haar werken eind jaren zeventig van de 20e eeuw meer abstract. De daarop volgende constructivistische periode ging via het werken met driehoeken na de jaren negentig over in een periode waarin haar werken steeds kleurrijker werden en nog steeds zijn. In het verleden gaf zij teken- en handvaardigheidslessen. Daarnaast gaf zij beeldhouwworkshops. Voor haar beelden gebruikt zij steensoorten, metalen en andere materialen.
Na 2015 verruilde Marie-Jacqueline Boormans het zware beeldhouwen steeds meer voor het schilderen en tekenen.
Na een beeldentuin/galerie aan het Kolkpad in Zuidoostbeemster dreef ze vanaf 1987 Beeldentuin/huisgalerie Plein '87 aan de Sparrenlaan in Baarn. Vanaf 2009 ging ze over tot het inrichten van een internationaal Kunstcentrum aldaar. Sinds juli 2017 woont en werkt zij in Almere-Buiten, waar naast haar nieuwste werken ook werken uit eerdere periodes tentoongesteld staan.

## Werken in de openbare ruimte (selectie)
- Grafmonument – Nieuwstadt; 1988
- Dynamiek – Streekziekenhuis Waterland in Purmerend; 1986[3]
- Up en down – Baarn; 1991
- Muurplaquette – Vicenza;1995
- Family'Stones – Bergen op Zoom; 2001
- Grafmonument – Soerenseweg Apeldoorn; 2007
- Qui Vive – Medisch Centrum Alkmaar; 2014

## Exposities (selectie)
- Kasteel Groeneveld, Baarn
- Kasteel De Essenburgh, Hierden
- Provinciehuis Zuid-Holland, Den Haag
- World Trade Center, Rotterdam
- Hoogheemraadschap, Edam
- Cultureel Centrum, Aarschot
- Cabinet des Dessins, Parijs
- Museum Katowice, Craców
- XXVe Salon d'Art, Mantes-La-Jolie

- RKD-Nederlands Instituut voor Kunstgeschiedenis: 10607